# Knysna (municipalité)
Pour les articles homonymes, voir Knysna (homonymie).
La municipalité locale de Knysna (Knysna Local Municipality) est une municipalité locale du district municipal de la route des jardins dans la province du Cap-Occidental en Afrique du Sud. Le siège de la municipalité est situé dans la ville de Knysna.

## Localités

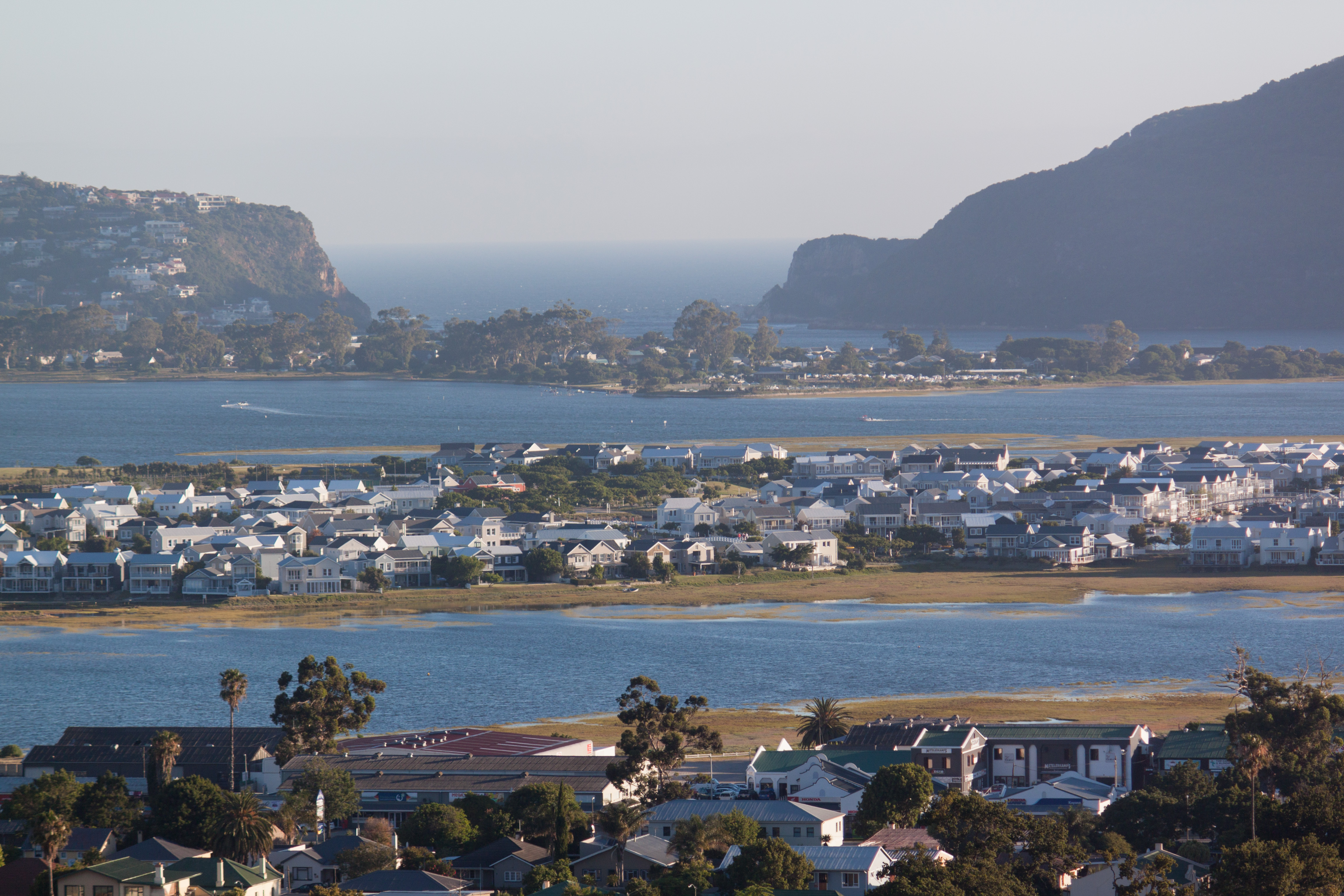
Lagon de Knysna, en fait l'estuaire du fleuve Knysna.

La municipalité de Knysna comprend les localités suivantes : 
| Localités                     | Code   | Population | Superficie (km2) | Langue maternelle dominante |
| ----------------------------- | ------ | ---------- | ---------------- | --------------------------- |
| Buffelsbaai                   | 180011 | 71         | 0,82             | Afrikaans                   |
| Réserve naturelle de Goukamma | 180010 | 13         | 22,25            | Anglais sud-africain        |
| Karatara                      | 180001 | 880        | 5,82             | Afrikaans                   |
| Knysna                        | 180009 | 51 078     | 108,77           | Afrikaans                   |
| Montmere                      | 180006 | 75         | 3,28             | Afrikaans                   |
| Myoli Beach                   | 180008 | 42         | 0,95             | Afrikaans                   |
| Phantom Pass                  | 180005 | 35         | 0,51             | Anglais sud-africain        |
| Rheenendal                    | 180003 | 3 936      | 0,52             | Afrikaans                   |
| Sedgefield                    | 180007 | 8 286      | 7,85             | Afrikaans                   |
| Swartvlei                     | 180004 | 20         | 0,73             | Afrikaans                   |
| Zone rurale                   | 180002 | 4 222      | 957,27           | Afrikaans                   |
| Total                         | Total  | 68 659     | 1 108,77         | Afrikaans                   |

## Démographie
Selon le recensement de 2011, la municipalité de Knysna administre 68 659 personnes (40,89 % de coloureds, 36,08 % de Noirs, 21,02 % de Blancs), majoritairement de langue maternelle afrikaans (51,19 %).

## Administration
La municipalité locale de Knysna est située au sein du district municipal de la route des jardins, et comprend également un certain nombre de villages, localités, townships, zones forestières et de quartiers comme Brenton-on-Sea, Buffelsbaai, Knoetzie, Leisure Island, Sedgefield, Smutsville, The Heads, Xolweni...
De 2007 à 2011, le maire de la municipalité de Knysna est Eleanore Bouw-Spies (Congrès national africain). Celle-ci avait succédé à Doris Wakeford-Brown (Alliance démocratique) maire de la municipalité en 2006 et 2007 à la tête d'une coalition hétéroclite de petits partis. La défection vers l'ANC de deux conseillers municipaux, partenaires de la coalition, avait renversé la majorité donnant à l'ANC neuf sièges sur seize au conseil municipal.
À la suite des élections municipales de mai 2011, le conseil municipal de dix-neuf sièges bascule de nouveau vers l'Alliance démocratique (dix sièges soit la majorité absolue contre sept sièges à l'ANC et deux sièges à de petits partis). Lors des élections municipales de mai 2016, la DA remporte 49,61 % des voix et 10 sièges devant l'ANC (32,14 % et sept sièges), le COPE, le Knysna Unity Congress, l'ACDP et un indépendant (un siège chacun). L'ancienne maire ANC Eleanore Bouw-Spies, cette fois élus sous l'étiquette de la DA, retrouve son mandat de maire après avoirs consolidé sa majorité avec l'élu indépendant.
| Maires de Knysna depuis 1993 | Parti politique        | Terme                                |
| ---------------------------- | ---------------------- | ------------------------------------ |
| Deon Boshoff                 |                        | 1993-1995                            |
| Mnililo (Thembe) Mfene       |                        | 1995                                 |
| Alan Kok                     |                        | 1996-1999                            |
| Stan Davis                   |                        | 2000-2001                            |
| Charles Thobi                |                        | 2002-2003                            |
| Wilfred Paulse               | Knysna Community Forum | 2003                                 |
| Joy Cole                     | DA/ANC/Indépendant/ANC | 2003 - décembre 2006                 |
| Doris Wakeford-Brown         | DA                     | décembre 2006 - mai 2007             |
| Eleanore Bouw-Spies          | ANC                    | mai 2007 - mai 2011                  |
| Georlene Wolmarans           | DA                     | 2011-2016                            |
| Eleanore Bouw-Spies          | DA                     | aout 2016 - 6 juin 2018              |
| Mark Willemse                | DA                     | 6 juin 2018 - mars 2020              |
| Elrick van Aswegen           | COPE                   | juin 2020 - 21 novembre 2021         |
| Leveal Davis                 | DA                     | 22 novembre 2021- 31 aout 2022       |
| Aubrey Tsengwa               | ANC                    | 1er septembre 2022 - 14 février 2025 |
| Charles Thando Matika        | ANC                    | depuis le 28 février 2025            |

.

## Divers
- Fiasco de Knysna : Grève des joueurs français lors de la Coupe du monde de football 2010

## Sources
- Cet article est partiellement ou en totalité issu de l'article intitulé « Knysna (ville) » (voir la liste des auteurs).